# Conjonction de subordination en français
En grammaire, la conjonction de subordination est un mot libre invariable, servant à relier deux éléments syntaxiques de nature différente, plus précisément, un satellite (une proposition subordonnée conjonctive) au noyau (c'est-à-dire le verbe régissant ce satellite).
- La relation hiérarchique instaurée par ce mot de liaison s'appelle subordination. La conjonction de subordination est donc un subordonnant au même titre que le pronom relatif ou la préposition : elle doit donc être soigneusement distinguée de la conjonction de coordination :

Je crois que tu es capable de réussir l'examen.
La conjonction de subordination « que » introduit la proposition subordonnée conjonctive (dite proposition subordonnée complétive), complément d'objet direct du verbe « crois ».
Si j'étais riche, je ferais le tour du monde.
La conjonction de subordination « si » introduit la proposition subordonnée conjonctive (dite proposition subordonnée circonstancielle), complément circonstanciel de condition du verbe « ferais ».
- Lorsque plusieurs propositions subordonnées conjonctives se suivent, qu'elles dépendent du même noyau (rapport de coordination, donc), et qu'elles sont introduites par la même conjonction de subordination, on a pris l'habitude de remplacer la répétition de celle-ci par la conjonction type « que » :

Je t'aiderai quand tu auras le temps et dès que tu le souhaiteras.
Les conjonctions de subordination « quand » et « que » introduisent les deux propositions subordonnées conjonctives (coordonnées entre elles par la conjonction de coordination « et »), ayant toutes deux pour fonction : complément circonstanciel de temps du verbe « aiderai ».
- La conjonction  de subordination type est « que ». Elle peut introduire une subordonnée conjonctive complétive. Il en existe six autres, pouvant introduire des subordonnées conjonctives circonstancielles (de temps, de cause, de manière, de conséquence, de but, de concession, de condition). Il existe par ailleurs un très grand nombre de locutions conjonctives de subordination.

## Conjonctions de subordination simples et normales
La fonction d'une conjonction de subordination est d'introduire la proposition subordonnée.

### Conjonction «que»
La conjonction de subordination que introduit le plus souvent une proposition  subordonnée conjonctive complétive : 
Je crois qu'il viendra.
La proposition subordonnée « qu'il viendra » est une complétive, complément d'objet du verbe « crois ».

### Conjonction «comme»
La conjonction de subordination comme introduit le plus souvent une subordonnée conjonctive circonstancielle de cause, de temps ou de manière (ou comparaison) : 
Comme il était malade, il n'est pas venu.
La proposition subordonnée « Comme il était malade » est une circonstancielle, complément circonstanciel de cause du verbe « est venu ».
Comme j'arrivais à la gare, la pluie commença à tomber.
La proposition subordonnée « Comme j'arrivais à la gare » est une circonstancielle, complément circonstanciel de temps du verbe « commença ».
J'ai pris ces livres comme tu me l'avais demandé.
La proposition subordonnée « Comme tu me l'avais demandé » est une circonstancielle, complément circonstanciel de manière du verbe « ai pris ».

### Conjonction «lorsque»
La conjonction de subordination lorsque introduit le plus souvent une subordonnée conjonctive circonstancielle de temps.
Étienne me rend ma grimace lorsque mon regard croise le sien. (Françoise Perret, La fille de Modigliani) 

### Conjonction «puisque»
La conjonction de subordination puisque introduit le plus souvent une subordonnée conjonctive circonstancielle de cause : 
Puisqu'il est malade, il n'ira pas au cinéma.
La proposition subordonnée « Puisqu'il est malade » est une circonstancielle, complément circonstanciel de cause du verbe « ira ».

### Conjonction «quand»
La conjonction de subordination quand introduit le plus souvent une subordonnée conjonctive circonstancielle de temps : 
La pluie commença à tomber quand j'arrivai à la gare.
La proposition subordonnée « quand j'arrivai à la gare » est une circonstancielle, complément circonstanciel de temps du verbe « commença ».
Je faisais mes devoirs quand tu es entré.
La proposition subordonnée « quand tu es entré » est une circonstancielle, complément circonstanciel de temps du verbe « faisais ».

### Conjonction «si»
La conjonction de subordination si introduit le plus souvent une subordonnée conjonctive circonstancielle de condition : 
S'il était malade, il n'irait pas au cinéma.
La proposition subordonnée « S'il était malade » est une circonstancielle, complément circonstanciel de condition du verbe « irait ».
La conjonction de subordination « si » peut aussi introduire une proposition subordonnée complétive dans le cas de l'interrogation indirecte.
« Je me demande si Paul a bien appris sa grammaire. »
Il ne faut pas confondre avec l'adverbe d'intensité, synonyme de « tellement » (Ses yeux, si clairs d’habitude) et avec l'adverbe d'affirmation, synonyme de « oui » (Mais si je suis d'accord !).

## Principales locutions conjonctives de subordination
Les locutions conjonctives de subordination sont des conjonctions de subordination prenant la forme de composés détachés. Leur nombre exact est assez imprécis. Elles contiennent presque toutes la conjonction « que ». Les principales fonctions de la circonstancielle qu'elles introduisent sont mises entre parenthèses : 
À [un] tel point que (conséquence) ;
À ce que (conséquence, but) ;
À condition que (condition) ;
À mesure que (manière) ;
À moins que (condition) ;
À seule fin que (but) ;
Afin que (but) ;
Ainsi que (manière) ;
Alors que (opposition) ;
Après que (temps) ;
Attendu que (cause) ;
Au cas où (condition) ;
Au fur et à mesure que (manière) ;
Au point que (conséquence) ;
Aussi bien que (manière) ;
Aussitôt que (temps) ;
Autant que (condition) ;
Avant que (temps) ;
Bien que (concession) ;
Cependant que (temps, opposition) ;
C'est pourquoi (conséquence) ;
Comme (cause, conformité ou ressemblance, temps) ;
Comme quoi (conséquence) ;
Comme si (manière) ;
Dans la mesure où (condition) ;
D'autant plus que (cause) ;
D'autant que (cause) ;
De [telle] manière que (manière, conséquence, but) ;
De [telle] sorte que (manière, conséquence, but) ;
De crainte que (but) ;
De façon que (manière, conséquence, but) ;
De même que (manière) ;
De peur que (but) ;
Depuis que (temps) ;
Dès [lors] que (temps) ;
D'ici que (temps) ;
Du fait que (cause) ;
Du moment que (temps, condition) ;
Durant que (temps) ;
Étant donné que (cause) ;
En attendant que (temps) ;
En cas que (condition) ;
En sorte que (manière, conséquence) ;
Encore que (concession) ;
Jusqu'à ce que (temps) ;
Loin que (concession) ;
Lors même que (temps) ;
Même si (concession) ;
Mis à part le fait que (restriction) ;
Où que (concession) ;
Parce que (cause) ;
Pendant que (temps) ;
Pour peu que (condition) ;
Pour que (but) ;
Pourvu que (condition) ;
Puisque (cause);
Quand bien même que (concession) ;
Quelque...que (concession) ;
Quoique (concession) ;
Qui que (concession) ;
Sans que (manière) ;
Selon que (manière, condition) ;
Sauf que (exception);
Si bien que (conséquence) ;
Si ce n'est que (concession) ;
Si...que (concession) ;
Sitôt que (temps) ;
Suivant que (condition) ;
Tandis que (temps) ;
Tant que (temps) ;
Tellement que (conséquence) ;
Tout...que (concession) ;
Une fois que (temps) ;
Vu que (cause) ;
etc.

## Sujets connexes
- Mot
- Mot-outil
- Interjection
- Adverbe
- Syntaxe
- Nature (grammaire)
- Syntagme
- Fonction syntaxique
- Analyse morphosyntaxique
- Représentation (grammaire)
- Énonciation
- Liste des notions utilisées en linguistique